# Håkon Hänelt
Håkon Frederik Hänelt (* 1. Juni 2003 in Berlin) ist ein deutscher Eishockeyspieler, der seit Juli 2025 bei den Schwenninger Wild Wings aus der Deutschen Eishockey Liga (DEL) unter Vertrag steht und dort auf der Position des Centers spielt. Zuvor war Hänelt bereits für die Eisbären Berlin, mit denen er im Jahr 2021 die Deutsche Meisterschaft gewann, und Kölner Haie in der DEL aktiv.

## Karriere
Hänelt verbrachte seine Juniorenzeit bis zum Sommer 2017 in der Nachwuchsabteilung der Eisbären Berlin. Für die Eisbären Juniors Berlin kam der 13-Jährige in der Saison 2016/17 in der U16-Mannschaft im Spielbetrieb der Schüler-Bundesliga zum Einsatz. Für das Team erzielte er in 29 Einsätzen insgesamt 30 Scorerpunkte und wechselte anschließend an die von der Red Bull GmbH unterstützte Nachwuchsakademie des österreichischen Klubs EC Red Bull Salzburg. An der Akademie war der Mittelstürmer in den ersten beiden Jahren im U16- bzw. U18-Team im Einsatz. Mit der U18-Mannschaft war Hänelt in der Erste Bank Juniors League (EBJL) aktiv. Gemeinsam mit Julian Lutz gehörte er zu den besten Scorern des Teams, das sich am Saisonende die Meisterschaft der Liga sicherte. Im folgenden Jahr spielte der Deutsche hauptsächlich im U20-Team im Juniorenspielbetrieb des Nachbarlands Tschechien.
Zur Saison 2020/21 kehrte der Angreifer nach drei Jahren zu seinem Ausbildungsverein nach Berlin zurück, wo er gleich den Sprung in den Profikader schaffte und 22 Spiele in der Deutschen Eishockey Liga (DEL) absolvierte. Zudem gewann er mit den Eisbären am Saisonende die Deutsche Meisterschaft. Im NHL Entry Draft 2021 wählten ihn die Washington Capitals aus der National Hockey League (NHL) in der fünften Runde an 151. Position aus. Nachdem er im selben Sommer auch im CHL Import Draft von den Olympiques de Gatineau aus der kanadischen Juniorenliga Ligue de hockey junior majeur du Québec (LHJMQ) ausgewählt worden war, wechselte er auf die Saison 2021/22 dorthin. Hänelt bestritt zwei Spielzeiten für die Olympiques und kam in 69 Partien zu 33 Punkten.
Im Juni 2023 sicherten sich die Kölner Haie aus der DEL die Dienste Hänelts, der damit erneut nach Deutschland zurückkehrte. Der Center wurde bei den Haien im Saisonverlauf 40-mal eingesetzt und kam zudem – ausgestattet mit einer Förderlizenz – zu zwei Spielen beim EC Bad Nauheim in der DEL2. Nach dem Ausscheiden Kölns aus den DEL-Playoffs erhielt Hänelt Ende März 2024 bei den Hershey Bears, dem Farmteam der Washington Capitals, aus der American Hockey League (AHL) einen kurzzeitigen Probevertrag, kehrte anschließend aber wieder zu den Rheinländern zurück. Nachdem er im Frühjahr 2025 mit den Haien Vizemeister geworden war, wurde Hänelts Wechsel zu den Schwenninger Wild Wings zur Saison 2025/26 bekannt.

### International
Auf internationaler Ebene kam Hänelt bereits ab der Spielzeit 2018/19 für die Juniorennationalmannschaften des Deutschen Eishockey-Bundes zu Einsätzen. Erst mit der U20-Junioren-Weltmeisterschaft 2022 bestritt der Stürmer jedoch sein erstes internationales Turnier, nachdem er zuvor auch als Mannschaftskapitän der deutschen U18-Auswahl fungiert hatte. In fünf Turnierspielen steuerte er ein Tor und eine Vorlage zum Erreichen des sechsten Platzes bei.
Im Rahmen des Deutschland Cup 2020 wurde Hänelt in den Kader des deutschen U25-Perspektivteams für die Olympischen Winterspiele 2022 unter dem Namen Top Team Peking berufen. In zwei Turnierspielen erzielte er einen Treffer. Zu einem Einsatz in der deutschen A-Nationalmannschaft kam er bisher nicht.

## Erfolge und Auszeichnungen
- 2018 EBJL-Meister mit der RB Hockey Academy
- 2021 Deutscher Meister mit den Eisbären Berlin
- 2025 Deutscher Vizemeister mit den Kölner Haien

## Karrierestatistik
Stand: Ende der Saison 2024/25

### International
Vertrat Deutschland bei:
- U20-Junioren-Weltmeisterschaft 2022

(Legende zur Spielerstatistik: Sp oder GP = absolvierte Spiele; T oder G = erzielte Tore; V oder A = erzielte Assists; Pkt oder Pts = erzielte Scorerpunkte; SM oder PIM = erhaltene Strafminuten; +/− = Plus/Minus-Bilanz; PP = erzielte Überzahltore; SH = erzielte Unterzahltore; GW = erzielte Siegtore; 1 Play-downs/Relegation; Kursiv: Statistik nicht vollständig)